# Aircol Lawhir
Aircol ou Aergol Lawhir (fl.  500) (c'est-à-dire : longue main) est un roi de Dyfed et le fils et héritier de Triffyn Farfog.

## Biographie
Son nom est la forme galloise du latin Agricola, comme le nom de son père est la forme  Cambrienne du titre : « Tribun » ce qui implique une forte influence romaine bien que leur lignée soit issue d'une implantation de Déisi d'Irlande. Il semble qu'il ait servi dans les armées romaines sous Ambrosius Aurelianus afin de défendre la Bretagne pour le compte de l'Empire romain finissant contre les invasions des Pictes et les Saxons. Il est également réputé être un actif soutien de l'église et avoir fait des donations à Saint Teilo. Il est enfin évoqué par Gildas le Sage comme un  « Bon roi » en opposition à son fils et successeur le célèbre Vortiporius.

## Source
- (en) Peter Bartrum, A Welsh classical dictionary: people in history and legend up to about A.D. 1000, Aberystwyth, National Library of Wales, 1993 (ISBN 9780907158738), p. 4-5 AERGOL LAWHIR, king of Dyfed. (460)